# Kees Broekman

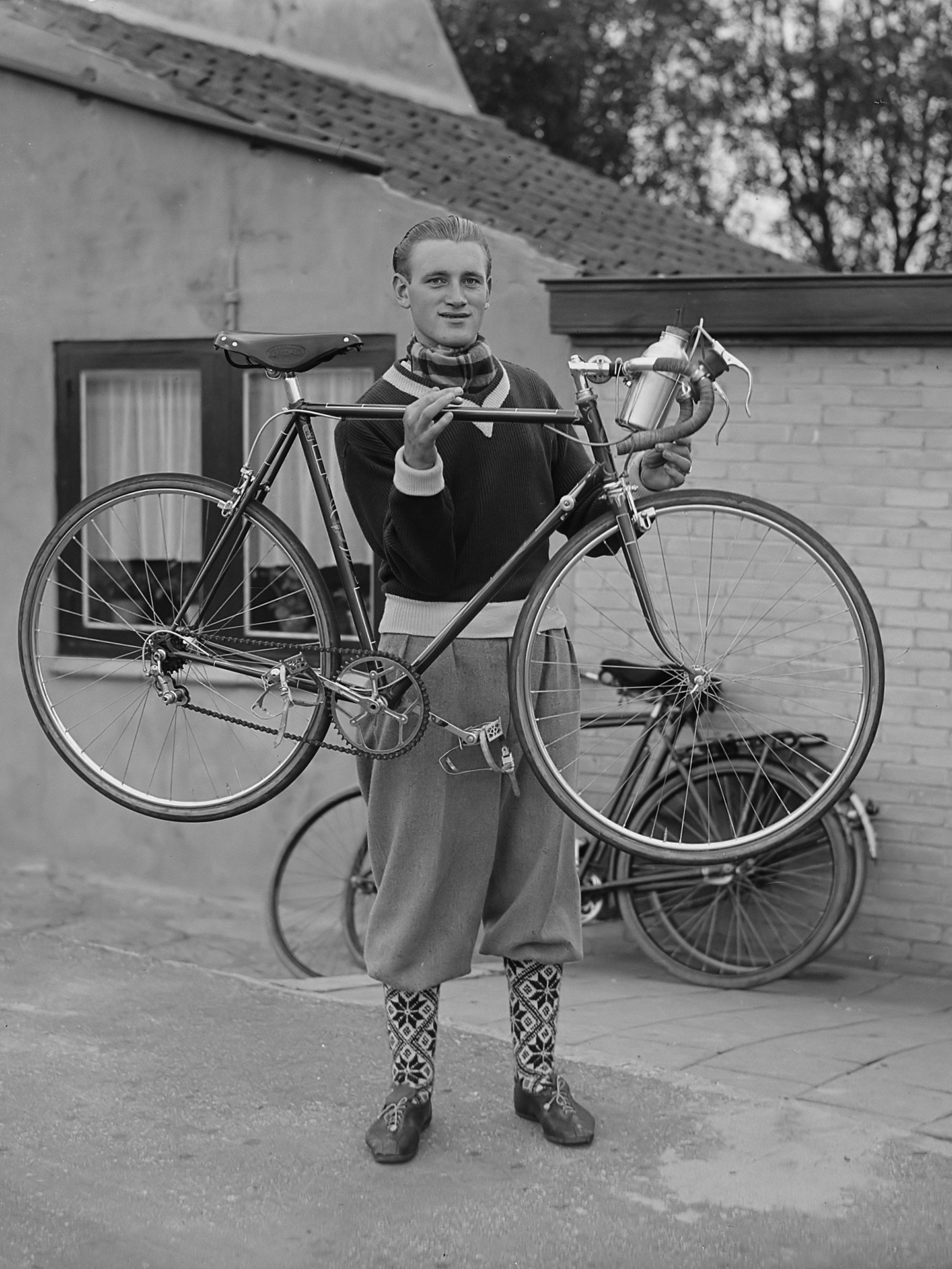
Kees Broekman gaat op de fiets naar Noorwegen (1949)

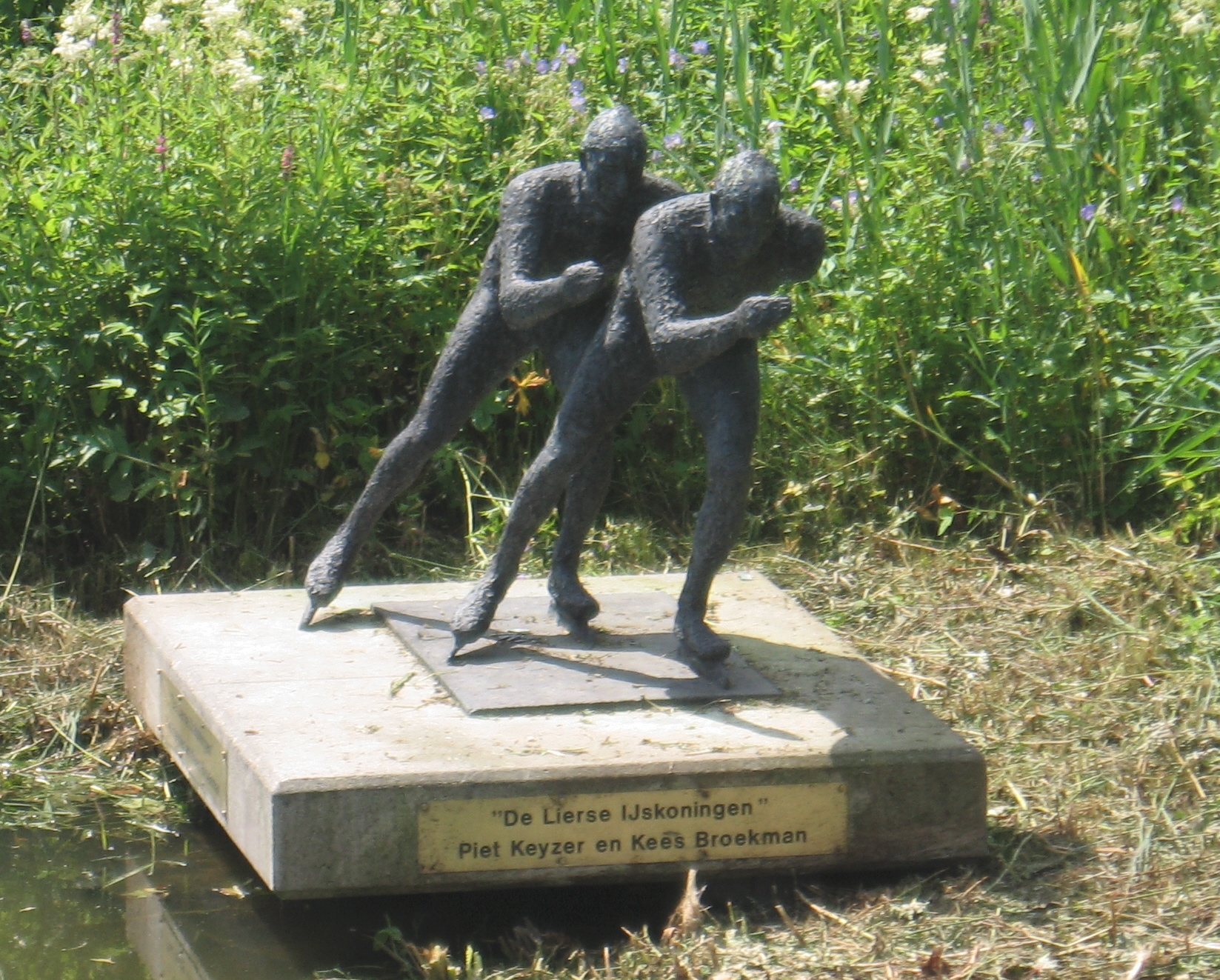
Monument in De Lier

Cornelius (Kees) Broekman (De Lier, 2 juli 1927 – Berlijn, 8 november 1992) was een Nederlands schaatser en schaatscoach.

## Biografie
Broekman kwam uit een gezin van elf kinderen. Hij was afkomstig uit het Westland en was van beroep monteur. Zijn eerste internationale succes behaalde hij in 1948, toen hij bij het WK allround de vijf en de tien kilometer won. Dat jaar deed hij ook voor het eerst mee aan de Olympische Winterspelen.
Vier jaar later won Broekman de eerste Nederlandse medaille tijdens Winterspelen: op 17 februari 1952 won hij zilver op de 5000 meter, achter de grote Noorse rijder Hjalmar Andersen. Twee dagen later herhaalde dit zich op de 10.000 meter.
Het grootste succes van Broekman was zijn prestatie van het volgende jaar: op 1 februari 1953 werd hij in Hamar de eerste Nederlandse Europees kampioen. Hij won de 5 kilometer in 9.05,0 en de 10 kilometer in 17.13,0. Landgenoot Wim van der Voort legde beslag op de tweede plaats in het eindklassement. Dit toernooi viel echter samen met de Watersnood in Zuidwest-Nederland, zodat hun prestatie nauwelijks aandacht kreeg.
Broekman was de eerste langebaanschaatser die op de Viking-schaats van bedenker Jaap Havekotte schaatste. Hij reed tijdens zijn lange carrière verscheidene wereldrecords op de lange afstanden. Nog in 1960 was hij deelnemer aan de Winterspelen, maar hij speelde toen geen rol van betekenis. Alleen Rintje Ritsma heeft vaker aan de Spelen meegedaan (5 keer). Broekman was later enkele jaren trainer in Italië. In de jaren 1969 en 1970 was hij trainer van de Nederlandse vrouwenploeg en coachte hij Atje Keulen-Deelstra naar de wereldtitel. Van 1972 tot 1974 was hij succesvol als bondcoach van Zweden en coachte hij Göran Claeson naar de Europese titel en de wereldtitel. Na die tijd werd hij hoofdschaatstrainer in Berlijn hetgeen hij tot zijn overlijden in 1992 bleef. Broekman woonde in Noorwegen en had een zoon. Hij overleed op 65-jarige leeftijd in Berlijn.

## Trivia
- Kees Broekman was een oom van schaatskampioene Stien Kaiser. Zijn oudere zus Hendrika Wilhelmina Broekman is de moeder van Kaiser.[1]
- Broekman droeg drie keer de Nederlandse vlag op de Olympische Winterspelen; in 1956 bij de openingsceremonie en in 1960 zowel bij de openings- als de sluitingsceremonie.

## Persoonlijke records
| Afstand      | Tijd    | Datum           | Baan     |
| ------------ | ------- | --------------- | -------- |
| 500 meter    | 44,2    | 28 januari 1956 | Misurina |
| 1000 meter   | 1.31,6  | 2 februari 1954 | Davos    |
| 1500 meter   | 2.13,1  | 30 januari 1956 | Misurina |
| 3000 meter   | 4.41,6  | 24 januari 1953 | Davos    |
| 5000 meter   | 8.00,2  | 29 januari 1956 | Misurina |
| 10.000 meter | 16.33,5 | 21 januari 1956 | Davos    |

## Resultaten
| Jaar | NK Allround | EK Allround | Olympische Spelen                      | WK Allround |
| ---- | ----------- | ----------- | -------------------------------------- | ----------- |
| 1946 | 5e          | 14e         |                                        | -           |
| 1947 | 7e          | 5e          |                                        | -           |
| 1948 |             | 4e          | 28e 500m 9e 1500m 6e 5000m 5e 10.000m  | 4e          |
| 1949 |             | 4e          |                                        | Zilver      |
| 1950 |             | 11e         |                                        | 7e          |
| 1951 | Goud        | 6e          |                                        | 8e          |
| 1952 |             | Zilver      | 5e 1500m · 5000m · 10.000m             | 4e          |
| 1953 |             | Goud        |                                        | 4e          |
| 1954 |             | 6e          |                                        | -           |
| 1955 | NC13        | 4e          |                                        | 11e         |
| 1956 | 4e          | 14e         | 37e 500m 11e 1500m 4e 5000m 5e 10.000m | 14e         |
| 1957 |             | 15e         |                                        | 10e         |
| 1958 |             | 14e         |                                        | NC23        |
| 1959 |             | 14e         |                                        | 10e         |
| 1960 |             | 14e         | 20e 5000m 16e 10.000m                  | NC32        |

### Medaillespiegel
| Kampioenschap     | Goud | Zilver | Brons |
| ----------------- | ---- | ------ | ----- |
| NK Allround       | 1    | 0      | 0     |
| EK Allround       | 1    | 1      | 0     |
| Olympische Spelen | 0    | 2      | 0     |
| WK Allround       | 0    | 1      | 0     |

Onofficiële Europese kampioenschappen

1891: Onbeslist ·
1892: Onbeslist · 
1946: Göthe Hedlund 

Officiële Europese kampioenschappen

1893: Rudolf Ericson · 
1894: Onbeslist ·
1895: Alfred Næss · 
1896: Julius Seyler · 
1897: Julius Seyler · 
1898: Gustaf Estlander · 
1899: Peder Østlund · 
1900: Peder Østlund · 
1901: Rudolf Gundersen · 
1902: Johan Schwartz · 
1903: Onbeslist ·
1904: Rudolf Gundersen · 
1905: Johan Vikander · 
1906: Rudolf Gundersen · 
1907: Moje Öholm · 
1908: Moje Öholm · 
1909: Oscar Mathisen · 
1910: Nikolaj Stroennikov · 
1911: Nikolaj Stroennikov · 
1912: Oscar Mathisen · 
1913: Vasilij Ippolitov · 
1914: Oscar Mathisen · 
1922: Clas Thunberg · 
1923: Harald Strøm · 
1924: Roald Larsen · 
1925: Otto Polacsek · 
1926: Julius Skutnabb · 
1927: Bernt Evensen · 
1928: Clas Thunberg · 
1929: Ivar Ballangrud · 
1930: Ivar Ballangrud · 
1931: Clas Thunberg · 
1932: Clas Thunberg · 
1933: Ivar Ballangrud · 
1934: Michael Staksrud · 
1935: Karl Wazulek · 
1936: Ivar Ballangrud · 
1937: Michael Staksrud · 
1938: Charles Mathiesen · 
1939: Alfons Bērziņš · 
1947: Åke Seyffarth · 
1948: Reidar Liaklev · 
1949: Sverre Farstad · 
1950: Hjalmar Andersen · 
1951: Hjalmar Andersen · 
1952: Hjalmar Andersen · 
1953: Kees Broekman · 
1954: Boris Sjilkov · 
1955: Sigge Ericsson · 
1956: Jevgeni Grisjin · 
1957: Oleg Gontsjarenko · 
1958: Oleg Gontsjarenko · 
1959: Knut Johannesen · 
1960: Knut Johannesen · 
1961: Viktor Kositsjkin · 
1962: Robert Merkoelov · 
1963: Nils Egil Aaness · 
1964: Ants Antson · 
1965: Eduard Matoesevitsj · 
1966: Ard Schenk · 
1967: Kees Verkerk · 
1968: Fred Anton Maier · 
1969: Dag Fornæss · 
1970: Ard Schenk · 
1971: Dag Fornæss · 
1972: Ard Schenk · 
1973: Göran Claeson · 
1974: Göran Claeson · 
1975: Sten Stensen · 
1976: Kay Arne Stenshjemmet · 
1977: Jan Egil Storholt · 
1978: Sergej Martsjoek · 
1979: Jan Egil Storholt · 
1980: Kay Arne Stenshjemmet · 
1981: Amund Sjøbrend · 
1982: Tomas Gustafson · 
1983: Hilbert van der Duim · 
1984: Hilbert van der Duim · 
1985: Hein Vergeer · 
1986: Hein Vergeer · 
1987: Nikolaj Goeljajev · 
1988: Tomas Gustafson · 
1989: Leo Visser · 
1990: Bart Veldkamp · 
1991: Johann Olav Koss · 
1992: Falko Zandstra · 
1993: Falko Zandstra · 
1994: Rintje Ritsma · 
1995: Rintje Ritsma · 
1996: Rintje Ritsma · 
1997: Ids Postma · 
1998: Rintje Ritsma · 
1999: Rintje Ritsma · 
2000: Rintje Ritsma · 
2001: Dmitri Sjepel · 
2002: Jochem Uytdehaage · 
2003: Gianni Romme · 
2004: Mark Tuitert · 
2005: Jochem Uytdehaage · 
2006: Enrico Fabris · 
2007: Sven Kramer · 
2008: Sven Kramer · 
2009: Sven Kramer · 
2010: Sven Kramer · 
2011: Ivan Skobrev · 
2012: Sven Kramer · 
2013: Sven Kramer · 
2014: Jan Blokhuijsen · 
2015: Sven Kramer · 
2016: Sven Kramer · 
2017: Sven Kramer · 
2019: Sven Kramer · 
2021: Patrick Roest · 
2023: Patrick Roest · 
2025: Sander Eitrem